# Содинци
Содинци (на словенски: Sodinci) е село в Словения, Подравски регион, община Ормож. Според Националната статистическа служба на Република Словения през 2015 г. селото има 282 жители.